# Darius II (jeu vidéo)
Pour l’article homonyme, voir Darius II.
Darius II, aussi appelé Sagaia et Super Darius II, est un jeu vidéo de type shoot 'em up développé et édité par Taito en 1989 sur borne d'arcade. Le jeu a été adapté sur Mega Drive, Master System, PC Engine, Saturn, ainsi que sur Game Boy. Il est la suite de Darius.

## Versions
Darius II est sorti en septembre 1989 sur borne d'arcade, en 1990 sur Mega Drive, en 1991 sur Game Boy (uniquement au Japon sous le titre Sagaia), puis en 1992 sur Master System. Notez que la version Genesis aux USA est également titrée Sagaia, tandis que la version PC-Engine au format Super CD-ROM² sortie au Japon en décembre 1993 est titrée Super Darius II.
Le jeu a été réédité dans la compilation Taito Memories II Vol. 1, sortie en 2007 sur PlayStation 2, uniquement au Japon.